# 霍成
霍成（英語：John Huo Cheng；1926年2月1日—2023年1月2日；圣名若望）是中國籍天主教主教及中國天主教愛國會成員。曾任山西汾陽教區主教（1991年-2023年）及中國天主教主教團副主席（2004年-2010年）。

## 生平
霍成出生于1926年2月1日，在中華民國山西省中部祁縣的原西村。1939年至1948年期間，汾陽教區小修院學習，後轉到北京文聲學院攻讀神哲學。1950年5月，因中國政府開始針對天主教進行宗教迫害及打壓，而被迫回到山西的洪洞總修院繼續學習，並在1954年5月14日神學畢業及在同月16日晋鐸。
1954年至1958年期間，被強迫在教區轄下的肥料工廠工作勞改。1958年至1965年間，在汾陽衛生學校出任門診醫生。文化大革命爆發後，1966年為信仰遭受磨難被勞改，且強迫參加神職人員訓練學習班，並在1971年返回家鄉原西村務農勞改。改革開放後在1980年獲得自由，並在汾陽衛生院擔任醫生。1983年6月回到教區進行服務，分別服務中陽、交口、石樓和臨縣等地的堂區。
1991年3月9日，霍成在65歲時當選成為山西汾陽教區主教侯選人，且後來獲時任教宗若望保祿二世認可及任命。同年9月4日，在汾陽耶穌聖心主教座堂由山西太原總教區主教張信主禮，大同教區主教郭印宮及朔州教區主教雒雋襄禮晉教。
晉牧後，霍成主教繼續籌辦備修院，先後培育44位修生，並有31位已晉鐸。1991年創辦修女院，2023年時有24名修女。2004年至2010年期間，出任由中國政府控制的中國天主教主教團副主席。霍成主教任內主禮晉牧武俊維為山西宗座監牧，並分別襄禮晉牧在1996年的李宏光為絳州宗座監牧及2010年的孟寧友為太原總教區助理主教。
2023年1月2日，霍成主教在山西汾陽去世，享壽97歲。於同年1月7日，在汾陽耶穌聖心主教座堂為霍成主教舉行殯葬彌撒暨追悼大會。